# Gajusz Fabiusz Ambustus (magister equitum)
Gaius Fabius Ambustus – generał i polityk rzymski. Był synem Gajusza Fabiusza Maksymusa, bratem Kwintusa Fabiusza Maksimusa Rullianusa i Marka Fabiusza Ambustusa. Młodszy Gajusz Fabiusz Ambustus został wyznaczony w 315 p.n.e. na stanowisko dowódcy jazdy na miejsce Kwintusa Auliusza, który zginął w bitwie przeciwko Samnitom pod Lautulami.